# Udeskole
Udeskole er en skoleform, hvor undervisningen regelmæssigt flytter ud i skolens nærmiljø, i naturen, i samfundslivet og i kulturelle institutioner– f.eks. en dag om ugen, året rundt. Begrebet udeskole blev kendt i Danmark omkring årtusindeskiftet, særligt inspireret af Arne N. Jordets værker (1998) og norsk uteskole, og naturklasseprojektet på Rødkilde skole (Mygind, 2005). I dag undervises der i udeskole i en eller flere klasser på ca. en femtedel af alle landets skoler (Barfod et al., 2016). Det er alle fag, der kan undervises i ude, men det er folkeskolens store fag dansk, matematik og natur/teknologi der oftest undervises i i udeskole (Ejbye-Ernst & Bentsen, 2016).
Afhængig af om der arbejdes forskningsmæssigt eller pædagogisk har der været flere definitioner af begrebet i spil. Forskning, der arbejder med elevers udkomme og effekter har i vid grad anvendt udeskoles omfang (antal timer ude/ uge eller år) som målestok, hvor pædagogisk litteratur i højere grad anvender definitioner der betragter udeskole som en holistisk, elevaktiverende og praksisrettet tilgang til undervisning (Bentsen et al., 2012).
I 2007 blev UdeskoleNet oprettet som en uafhængig forening for alle, der arbejder med udeskole. Foreningen definerer udeskole som ’pædagogiske arbejdsformer, hvor undervisningen regelmæssigt foregår udenfor skolens mure’ med vejledende underpunkter
- Tilegnelse af viden, færdigheder og holdninger, skabes gennem oplevelser, handlinger, dialog og refleksion
- Undervisningen kan foregå i skolens nærmiljø, i naturen, i samfundslivet og i kulturelle institutioner.
- Skolens fag kan aktiveres i en integreret undervisning, hvor undervisningen ude og inde har nær sammenhæng.

En opsamling af effekter på elever i 2017 viste (Becker et al., 2017), at udeskole har positive effekter på elevers læring, fysiske aktivitet og sociale relationer.
Forekomsten og kvaliteten af udeskole er i 2013-2017 blevet understøttet af Undervisningsministeriet og Miljøministeriets udviklingsprojekt ’Udvikling af Udeskole’, med praksisnær videreudvikling og konsolidering af udeskole på 65 skoler fordelt over hele landet (emu.dk). Følgeforskning i forbindelse med dette projekt peger på, at både elever og forældre er glade for den variation i undervisningen, implementering af udeskole har medført.